# Трюм (міфологія)
Трюм (Трім)  (давньоскан. Þrymr — «гуркіт, гамір») —  в германо-скандинавській міфології велетень, князь Йотунгейму. Гримтурс згадується в Старшій Едді, у Сказаннях про Трюма. Викрав у Тора його молот, за що був убитий.

У легендах сказано, що за час однієї з ночівель Тора у нього був вкрадений Мйольнір (переклад В. Кривоноса):
6 Сидів на кургані
Трюм, турсів пан,
нашийники псам
робив золоті,
коням чесав
нарівно гриви.
Локі рушив в Йотунгейм, щоб дізнатися про викрадача. Першим йому зустрівся Трім, який відразу ж зізнався у викраденні молота і зажадав як викуп богиню Фрейю. Дізнавшись про все, що трапилося, аси зібралися разом і Геймдалль порадив Тору вирушити в Йотунгейм в жіночій сукні під виглядом Фреї. Разом з Тором вирушив і Локі, під виглядом служниці. Завдяки хитрості Локі Трім був зачарований і зворушений. Він послав до гостей свою сестру, щоб вона поклала на коліна його «нареченій» молот і отримала від неї замість подарунка (молот у язичницьких обрядах не тільки був атрибутом війни, а й уособлював фалос, був символом плодючості). Отримавши назад свій молот, Тор убив Трюма, всю його сім'ю і гостей, які прийшли на вінчання.
Сюжет із викраденням та поверненням зброї Тора не має паралелей в інших стародавніх джерелах. Але у пізніших середньовічних пам'ятках досить розповсюджений — наприклад, у естонському фольклорі. За стилем і фабулою «Сказання про Трюма» тяжіє радше до середньовічних балад, аніж до давньої епічної традиції Півночі. Того вигляду, якого пісня має в рукописі «Старшоï Едди», твір набув порівняно пізно, але це може бути наслідком опрацювання якогось більш давнього сюжету язичницької доби.